# Старокропивницька сільська рада
| Старокропивницька сільська рада — орган місцевого самоврядування у Дрогобицькому районі Львівської області з адміністративним центром у с. Старий Кропивник. Історична дата утворення: в 1939 році. Водоймища на території, підпорядкованій даній раді: річка Стрий. Сільській раді підпорядковані населені пункти: - с. Старий Кропивник |

## Склад ради
Рада складається з 14 депутатів та голови.

### Керівний склад ради
| ПІБ                     | Основні відомості                                                               | Дата обрання | Дата звільнення |
| ----------------------- | ------------------------------------------------------------------------------- | ------------ | --------------- |
| Гандзій Ігор Михайлович | Сільський голова, 1961 року народження, освіта, безпартійний                    | 26.03.2006   | 31.10.2010      |
| Гандзій Ігор Михайлович | Сільський голова, 1961 року народження, освіта середня спеціальна, безпартійний | 31.10.2010   |                 |

Примітка: таблиця складена за даними джерела